# Jezerní slať
Jezerní slať (deutsch Seefilz) ist ein Hochmoor an der Wasserscheide von Moldau und Otava im tschechischen Böhmerwald.

## Geographie
Jezerní slať liegt zwischen den Ortschaften Kvilda (deutsch Außergefild) und Horská Kvilda (deutsch Innergefild) auf 1050 bis 1080 m Höhe inmitten der Zone I des Nationalpark Šumava.
Die Fläche des Moors umfasst 156 ha, davon stehen seit 1973 103,5 ha unter Naturschutz.
Das Moor liegt an der Wasserscheide von Otava und Moldau. Der Untergrund wird von einem See gebildet, auf dessen Oberfläche eine Torfschicht liegt, deren Dicke von einem bis hin zu sieben Metern reicht.

## Klima
Jezerní slať ist einer der kältesten Orte des Böhmerwaldes. Die Temperatur erreicht im Jahresmittel lediglich 3,5 °C, 1987 wurde ein Wert von −41,6 °C gemessen. Die jährliche Niederschlagsmenge beträgt zwischen 1200 und 1300 mm.

## Flora und Fauna
Bedingt durch das Klima und die Geologie des Gebiets dominieren im Moor in erster Linie Pflanzenarten, die in der Tundra bzw. in Hochmooren heimisch sind. So sind die vorherrschenden Baumarten die Zwergbirke und die Bergkiefer. Auch Scheidiges Wollgras, Schlamm-Segge und Moorbeere sind hier heimisch.
An seltenen Tierarten sind unter anderem Waldbirkenmaus und Alpenspitzmaus vertreten.

## Geschichte
1933 wurde eine Zone von 34 ha unter Naturschutz gestellt. Diese wurde 1973 auf 103,5 ha erweitert, zudem wurden ein zweistöckiger Aussichtsturm und ein 600 m langer Holzsteg mit Lehrpfad angelegt, von denen aus das Moor besichtigt werden kann. Lediglich im Winter ist die Besichtigung des Naturschutzgebietes nicht möglich.

## Verweise